# Temporada 1996-97 de Los Angeles Clippers
La temporada 1996-97 fue la decimotercera de los Clippers en la NBA en su nueva localización de Los Angeles, y la decimonovena en el estado de California, tras moverse desde Búfalo (Nueva York), donde disputaron ocho temporadas con la denominación de los Buffalo Braves. La temporada regular acabó con 36 victorias y 46 derrotas, ocupando el octavo puesto de la conferencia Oeste, clasificándose para los playoffs, en los que cayeron en primera ronda ante Utah Jazz.

## Elecciones en elDraft
| Ronda | Puesto | Jugador         | Posición | Nacionalidad   | Universidad |
| ----- | ------ | --------------- | -------- | -------------- | ----------- |
| 1     | 7      | Lorenzen Wright | Pívot    | Estados Unidos | Memphis     |
| 2     | 36     | Doron Sheffer   | Alero    | Israel         | Connecticut |

## Temporada regular
| División Pacífico        | División Pacífico | División Pacífico | División Pacífico | División Pacífico | División Pacífico | División Pacífico | División Pacífico | División Pacífico |
| Equipo                   | G                 | P                 | %                 | PD                | Casa              | Fuera             | Div               |                   |
| ------------------------ | ----------------- | ----------------- | ----------------- | ----------------- | ----------------- | ----------------- | ----------------- | ----------------- |
| y-Seattle SuperSonics    | 57                | 25                | .695              | –                 | 31–10             | 26–15             | 16–8              |                   |
| x-Los Angeles Lakers     | 56                | 26                | .683              | 1                 | 31–10             | 25–16             | 18–6              |                   |
| x-Portland Trail Blazers | 49                | 33                | .598              | 8                 | 29–12             | 20–21             | 15–9              |                   |
| x-Phoenix Suns           | 40                | 42                | .488              | 17                | 25–16             | 15–26             | 13–11             |                   |
| x-Los Angeles Clippers   | 36                | 46                | .439              | 21                | 21–20             | 15–26             | 10–14             |                   |
| Sacramento Kings         | 34                | 48                | .415              | 23                | 22–19             | 12–29             | 8–16              |                   |
| Golden State Warriors    | 30                | 52                | .366              | 27                | 18–23             | 12–29             | 4–20              |                   |

## Playoffs

### Primera ronda
Utah Jazz  vs. Los Angeles Clippers
| Fecha       | Partido                                | Ciudad         |
| ----------- | -------------------------------------- | -------------- |
| 24 de abril | Utah Jazz 106, Los Angeles Clippers 86 | Salt Lake City |
| 26 de abril | Utah Jazz 105, Los Angeles Clippers 99 | Salt Lake City |
| 28 de abril | Los Angeles Clippers 92, Utah Jazz 104 | Los Angeles    |
|             | Utah Jazz gana las series 3-0          |                |

## Estadísticas

### Temporada regular
| Rk | Jugador           | Edad | Pos. | P  | PT | MP   | TC  | TCI  | %TC  | T3  | T3I | %T3  | TL  | TLI | %TL  | RO  | RD  | RT   | AS  | RB  | TAP | BP  | FP  | PTS  |
| -- | ----------------- | ---- | ---- | -- | -- | ---- | --- | ---- | ---- | --- | --- | ---- | --- | --- | ---- | --- | --- | ---- | --- | --- | --- | --- | --- | ---- |
| 1  | Loy Vaught        | 28   | PF   | 82 | 82 | 34.6 | 6.6 | 13.2 | .500 | 0.0 | 0.1 | .167 | 1.6 | 2.3 | .702 | 2.7 | 7.3 | 10.0 | 1.3 | 1.0 | 0.3 | 1.7 | 2.9 | 14.9 |
| 2  | Malik Sealy       | 26   | SG   | 80 | 79 | 30.7 | 4.7 | 11.8 | .396 | 1.0 | 2.8 | .356 | 3.2 | 3.6 | .876 | 0.7 | 2.2 | 3.0  | 2.1 | 1.6 | 0.6 | 1.9 | 2.3 | 13.5 |
| 3  | Rodney Rogers     | 25   | SF   | 81 | 62 | 30.6 | 5.0 | 10.9 | .462 | 0.8 | 2.2 | .361 | 2.4 | 3.6 | .663 | 1.7 | 3.4 | 5.1  | 2.7 | 1.1 | 0.8 | 2.7 | 3.4 | 13.2 |
| 4  | Bo Outlaw         | 25   | PF   | 82 | 25 | 26.8 | 3.1 | 5.1  | .609 | 0.0 | 0.1 | .000 | 1.4 | 2.8 | .504 | 2.1 | 3.4 | 5.5  | 1.9 | 1.1 | 1.7 | 1.3 | 2.8 | 7.6  |
| 5  | Lorenzen Wright   | 21   | C    | 77 | 51 | 25.1 | 3.1 | 6.4  | .481 | 0.0 | 0.1 | .250 | 1.1 | 1.9 | .587 | 2.7 | 3.4 | 6.1  | 0.6 | 0.6 | 0.8 | 1.0 | 2.7 | 7.3  |
| 6  | Darrick Martin    | 25   | PG   | 82 | 64 | 22.2 | 3.6 | 8.8  | .407 | 1.1 | 2.9 | .389 | 2.7 | 3.0 | .872 | 0.3 | 1.1 | 1.4  | 4.1 | 0.7 | 0.0 | 1.5 | 2.0 | 10.9 |
| 7  | Stanley Roberts   | 26   | C    | 18 | 2  | 21.0 | 3.5 | 8.2  | .426 | 0.0 | 0.0 |      | 2.5 | 3.6 | .703 | 1.3 | 3.7 | 5.1  | 0.5 | 0.4 | 1.3 | 1.3 | 3.2 | 9.5  |
| 8  | Brent Barry       | 25   | SG   | 59 | 0  | 18.5 | 2.6 | 6.4  | .409 | 0.9 | 2.9 | .324 | 1.3 | 1.6 | .817 | 0.5 | 1.4 | 1.9  | 2.6 | 0.9 | 0.3 | 1.3 | 1.5 | 7.5  |
| 9  | Pooh Richardson   | 30   | PG   | 59 | 18 | 18.1 | 2.2 | 5.8  | .381 | 0.7 | 2.2 | .328 | 0.4 | 0.7 | .605 | 0.4 | 1.2 | 1.7  | 2.9 | 0.9 | 0.1 | 1.1 | 1.4 | 5.6  |
| 10 | Lamond Murray     | 23   | SF   | 74 | 1  | 17.5 | 2.4 | 5.9  | .416 | 0.4 | 1.2 | .341 | 2.1 | 2.9 | .739 | 1.1 | 2.0 | 3.1  | 0.8 | 0.7 | 0.4 | 1.2 | 1.5 | 7.4  |
| 11 | Kevin Duckworth   | 32   | C    | 26 | 22 | 14.8 | 1.7 | 4.0  | .437 | 0.1 | 0.2 | .750 | 0.4 | 0.6 | .688 | 0.9 | 1.4 | 2.3  | 0.6 | 0.3 | 0.4 | 1.3 | 2.4 | 4.0  |
| 12 | Terry Dehere      | 25   | PG   | 73 | 3  | 14.4 | 2.0 | 5.2  | .386 | 0.7 | 2.2 | .325 | 1.7 | 2.0 | .824 | 0.2 | 1.1 | 1.3  | 2.2 | 0.4 | 0.0 | 1.3 | 1.9 | 6.4  |
| 13 | Eric Piatkowski   | 26   | SG   | 65 | 0  | 11.5 | 2.1 | 4.6  | .450 | 0.8 | 1.8 | .425 | 1.1 | 1.3 | .821 | 0.8 | 0.9 | 1.6  | 0.8 | 0.5 | 0.2 | 0.7 | 1.3 | 6.0  |
| 14 | Dwayne Schintzius | 28   | C    | 15 | 0  | 7.7  | 0.9 | 2.4  | .361 | 0.1 | 0.1 | .500 | 0.5 | 0.5 | .875 | 0.6 | 0.9 | 1.5  | 0.3 | 0.1 | 0.6 | 0.5 | 1.5 | 2.3  |
| 15 | Rich Manning      | 26   | PF   | 10 | 1  | 7.3  | 1.4 | 3.4  | .412 | 0.0 | 0.1 | .000 | 0.3 | 0.6 | .500 | 0.8 | 0.8 | 1.6  | 0.1 | 0.1 | 0.1 | 0.2 | 1.1 | 3.1  |

### Playoffs
| Rk | Jugador         | Edad | Pos. | P | PT | MP   | TC  | TCI  | %TC  | T3  | T3I | %T3  | TL  | TLI | %TL   | RO  | RD  | RT  | AS  | RB  | TAP | BP  | FP  | PTS  |
| -- | --------------- | ---- | ---- | - | -- | ---- | --- | ---- | ---- | --- | --- | ---- | --- | --- | ----- | --- | --- | --- | --- | --- | --- | --- | --- | ---- |
| 1  | Lorenzen Wright | 21   | C    | 3 | 3  | 30.7 | 4.3 | 10.7 | .406 | 0.0 | 0.0 |      | 1.7 | 1.7 | 1.000 | 2.3 | 5.0 | 7.3 | 0.7 | 1.0 | 0.7 | 0.3 | 2.0 | 10.3 |
| 2  | Loy Vaught      | 28   | PF   | 3 | 3  | 30.0 | 6.3 | 10.3 | .613 | 0.3 | 1.0 | .333 | 2.0 | 3.0 | .667  | 1.7 | 7.3 | 9.0 | 0.7 | 1.0 | 0.7 | 2.0 | 4.0 | 15.0 |
| 3  | Rodney Rogers   | 25   | SF   | 3 | 3  | 28.3 | 4.0 | 9.7  | .414 | 0.7 | 3.3 | .200 | 2.0 | 2.7 | .750  | 1.0 | 1.3 | 2.3 | 2.0 | 1.3 | 1.0 | 2.3 | 4.3 | 10.7 |
| 4  | Brent Barry     | 25   | SG   | 3 | 0  | 28.0 | 3.7 | 9.0  | .407 | 1.7 | 3.7 | .455 | 2.7 | 3.0 | .889  | 0.3 | 2.0 | 2.3 | 3.3 | 1.3 | 0.0 | 1.3 | 3.3 | 11.7 |
| 5  | Malik Sealy     | 26   | SG   | 3 | 3  | 26.3 | 4.0 | 8.3  | .480 | 0.3 | 1.7 | .200 | 3.7 | 5.0 | .733  | 0.3 | 0.7 | 1.0 | 1.7 | 0.0 | 0.0 | 1.7 | 3.3 | 12.0 |
| 6  | Darrick Martin  | 25   | PG   | 3 | 3  | 25.7 | 3.7 | 8.3  | .440 | 1.7 | 3.0 | .556 | 2.0 | 3.0 | .667  | 0.3 | 0.3 | 0.7 | 4.3 | 0.0 | 0.0 | 0.7 | 3.0 | 11.0 |
| 7  | Bo Outlaw       | 25   | PF   | 3 | 0  | 22.0 | 2.0 | 3.7  | .545 | 0.0 | 0.3 | .000 | 1.0 | 3.3 | .300  | 2.0 | 2.7 | 4.7 | 1.3 | 0.3 | 0.7 | 1.0 | 1.7 | 5.0  |
| 8  | Lamond Murray   | 23   | SF   | 3 | 0  | 21.7 | 2.0 | 6.7  | .300 | 0.7 | 2.7 | .250 | 2.3 | 2.3 | 1.000 | 0.7 | 3.0 | 3.7 | 1.0 | 0.7 | 1.0 | 1.3 | 2.3 | 7.0  |
| 9  | Eric Piatkowski | 26   | SG   | 3 | 0  | 12.7 | 1.3 | 3.7  | .364 | 0.7 | 1.7 | .400 | 2.0 | 2.3 | .857  | 0.3 | 0.3 | 0.7 | 0.0 | 0.3 | 0.0 | 0.0 | 1.7 | 5.3  |
| 10 | Pooh Richardson | 30   | PG   | 2 | 0  | 9.0  | 1.0 | 2.0  | .500 | 0.0 | 0.5 | .000 | 0.0 | 0.5 | .000  | 0.0 | 0.0 | 0.0 | 1.5 | 0.5 | 0.0 | 0.5 | 2.0 | 2.0  |
| 11 | Rich Manning    | 26   | PF   | 3 | 0  | 7.0  | 0.7 | 3.0  | .222 | 0.0 | 0.0 |      | 1.7 | 2.0 | .833  | 1.0 | 0.3 | 1.3 | 0.3 | 0.0 | 0.3 | 0.0 | 1.7 | 3.0  |
| 12 | Terry Dehere    | 25   | PG   | 2 | 0  | 2.5  | 0.0 | 0.5  | .000 | 0.0 | 0.5 | .000 | 0.0 | 0.0 |       | 0.5 | 0.0 | 0.5 | 0.0 | 0.0 | 0.0 | 0.5 | 0.5 | 0.0  |